# Илларионов, Дмитрий Николаевич
Дмитрий Николаевич Илларионов (род. 19 ноября 1979, Кишинёв, Молдавская ССР, СССР) — молдавский и российский музыкант, классический гитарист, обладатель гран-при крупнейшего конкурса классической гитары «Guitar Foundation of America» (GFA 2002), номинант лонг-листа премии Grammy.

## Биография
Родился 19 ноября 1979 года. В возрасте семи лет начал заниматься классической гитарой. Первоначально учился у педагогов Валерия Михайловича Емельянова и Елены Анатольевны Бондаренко в Кишинёве, а затем, после возвращения в 1991 году семьи в Москву, занимался под руководством Олега Витальевича Назаренко (ученика А. М. Иванова-Крамского). В 1993 году, с отличием окончив музыкальную школу, Дмитрий поступил в Академическое музыкальное училище при Московской Государственной Консерватории им. П. И. Чайковского в класс гитары Натальи Николаевны Дмитриевой. В 1997 году Дм. Илларионов окончил Академическое училище с красным дипломом и поступил в Российскую академию музыки им. Гнесиных в класс профессора, заслуженного артиста России Александра Камилловича Фраучи. В 2001—2002 учебном году некоторое время занимался у Никиты Арнольдовича Кошкина. В 2002 году окончил Академию (красный диплом с отличием) и в октябре того же года поступил в ассистентуру-стажировку этой академии (творческий руководитель — проф. А. К. Фраучи).
Выступления Дмитрия Илларионова проходят в России и за рубежом (в Европе, Азии, Америке), на сценах самых престижных залов мира — историческая сцена Большого театра в Москве, дворце изящных искусств «BOZAR» в Брюсселе, «Осака Симфони холле» в Японии и других. Дмитрий Илларионов выступает сольно, в составе камерных ансамблей и с ведущими мировыми оркестрами, в числе которых БСО им. П. И. Чайковского, «Солисты Венеции» (Италия), Камерный оркестр «Виртуозы Москвы», Camerata S (Корея) и другие. Сотрудничает с такими дирижёрами, как В. Федосеев, А. Сладковский, Ф. Мастранжело, Л. Брауэр (Куба), С. Альварес (Испания), и другими.
Известные композиторы посвящают Дмитрию Илларионову свои сочинения: Никита Кошкин — Concerto Grosso для гитары с оркестром, Анжело Джилардино — Концерт «Утренняя звезда» (памяти Николая Рериха) для гитары и виолончели с оркестром, Андрей Зеленский – Passacaglia-misterioso (quasi una sonata), и другие. В ноябре 2012 года в Большом зале Московской консерватории прошла мировая премьера сюиты «Путешествие во времени» Алексея Рыбникова для гитары с оркестром, написанная для Дмитрия Илларионова.
Дмитрий был участником фестивалей «Декабрьские вечера Святослава Рихтера» в Москве, им. П. Казальса и «Анси классик» во Франции, крупнейших форумов классической гитары: Гитарной ассоциации Америки — GFA (США), Симпозиума в Изерлоне (Германия). Илларионов стал первым гитаристом-солистом, принявшим участие на фестивалях фонда «Орфеум» для продвижения молодых солистов (Швейцария) и фестиваля камерной музыки в Утрехте (Голландия). Музыкант является участником ведущих российских фестивалей — «Crescendo» (арт. директор — Денис Мацуев), «Возвращение» (Москва), «Мир гитары» (Калуга), «Поколение звёзд», «Музыкальная экспедиция» и Vivacello (арт. директор — Борис Андрианов).
С 2021 года Илларионов — художественный руководитель Международного конкурса и фестиваля имени Фраучи. Также он руководит «классическим» днем одного из крупнейших гитарных фестивалей Европы — «Мир гитары» в Калуге. Дмитрий был одним из сооснователей, а с 2006 по 2009 годы, совместно с Московской государственной академической филармонией, организатором Московского международного фестиваля «Виртуозы гитары». В 2021 году выступил в качестве куратора московского фестиваля GUITARMAGfest.
Помимо конкурса Фраучи Дмитрий выступает в качестве члена жюри многих ведущих конкурсов мира: GFA, конкурса в Гориции (Италия, 2016) и других.
Дмитрий принимает участие не только в академических проектах. В 2009 году гитарист выступил с Александрой Пахмутовой в новогоднем концерте на телевизионном канале «Культура». В последнее время Дмитрия часто можно увидеть на джазовых фестивалях, например, на вечере памяти Григория Гараняна и на фестивалях «Царь-Джаз» в Москве, Геленджике и Сочи. Среди его партнёров по сцене — ведущие джазовые музыканты России: контрабасист Андрей Иванов и гитарист Алексей Кузнецов. Илларионов играл в сопровождении Биг-бэнда Георгия Гараняна, и именно джаз «свёл» Дмитрия на одной сцене с ансамблем New York Voices, певцом Джилом Вэдди, трубачом Тедом Керсоном (США), российскими рок-звездами Евгением Маргулисом и Сергеем Мазаевым, и пианистом Денисом Мацуевым. 
Активно сотрудничает и выступает в ансамблях с исполнителями на других музыкальных инструментах, в их числе – Борис Андрианов, Патрик Галуа, Игорь Федоров, Андрей Баранов, Леонард Шрайбер, Сергей Догадин, Эдин Карамазов, Николай Сивчук, Елена Ревич, Artis-Quartet и другими. 
Дмитрий Илларионов принимал участие в записи саундтрека фильма «Пассажирка» Станислава Говорухина с музыкой выдающегося российского композитора Алексея Рыбникова, а также участвовал в съёмках документального фильма «Битва за гитару» (канал «Культура»). В 2015 году Дмитрий Илларионов снялся в качестве актёра в художественном музыкальном фильме «Дух Соноры» по мотивам рок-оперы А. Рыбникова «Звезда и смерть Хоакина Мурьеты» (режиссёр — А. Рыбников).

## Достижения
- 1990 — Кишинёв (Молдавия) X республиканский конкурс юных композиторов — лауреат
- 1997 — Москва (Россия) Конкурс «Гитарная Москва» — победитель
- 1997 — Москва (Россия) Международный конкурс «Классическое наследие» — лауреат
- 1999 — Гданьск (Польша) VI Международном конкурсе гитаристов — победитель, обладатель Гран-при (гитара японского мастера Масайи Нобе)
- 2000 — Сенеф (Бельгия) VII Международный Королевский конкурс «Весна гитары 2000» — лауреат
- 2000 — Лодзь (Польша) III Международный конкурс музыкальных индивидуальностей им. А. Тансмана — лауреат II премии
- 2000 — Воронеж (Россия) Международный конкурс «Гитара в России» — победитель
- 2000 — Москва (Россия) Конкурс дирижёров, посвященный 100-летию А. С. Илюхина — лауреат
- 2002 — Кутна Гора (Чехия) Международный гитарный конкурс — лауреат
- 2002 — Майами, Флорида (США) XX Международный сольный конкурс Гитарной ассоциации Америки (GFA) — победитель
- 2004 — Кория (Испания) Международный конкурс — победитель и обладатель приза зрительских симпатий
- 2006 — Беникасим (Испания) Международный гитарный конкурс имени Франсиско Тарреги — обладатель приза Франсиско Тарреги и приза зрительских симпатий
- 2006 — Нуоро (Италия) Международный гитарный конкурс имени Августина Барриоса — победитель и обладатель приза Августина Барриоса
- 2007 — Алессандрия (Италия) Международный конкурс классической гитары Микеле Питталуга — лауреат II премии
- 2008 — Беникасим (Испания) Международный гитарный конкурс имени Франсиско Тарреги — победитель, обладатель приза Франсиско Тарреги и приза зрительских симпатий
- 2009 — Альмуньекар (Испания) Международный конкурс исполнителей на классической гитаре имени Андреса Сеговии — победитель
- 2010 — Гориция (Италия) VII международный конкурс классической гитары Enrico Mercatali — победитель
- 2010 — Нетания (Израиль) V международный конкурс Guitar Gems — победитель

## Репертуар
Репертуар исполнителя обширен, включает в себя оригинальные сочинения для гитары различных эпох и стилей, лютневую музыку, произведения для гитары с оркестром, редко исполняемые произведения для гитары.

### Старинная музыка
- Л. Милан
- А. Мударра
- Д. Доуленд

### Композиторы XIX—нач. XX вв.
- Вивальди
Двойной концерт
- Ф. Сор
Большое соло
- М. Джулиани
Гранд-увертюра (соч. 61)
- Х. Турина
- Ф. Таррега
Венецианский карнавал

### Российские композиторы XX—нач. XXI вв.
- А. Иванов-Крамской
Хороводная
- Н. Кошкин
Марионетка
Сюита «Баллады» (№ 1, № 2)
- И. Рехин
24 прелюдии и фуги для гитары соло
«Русский концерт» для гитары с оркестром (2001)
- В. Бранд
Ночные часы
Королевские заботы
- А. Зеленский
Passacaglia-misterioso (quasi una sonata)
Керженский вальс
Утренний вальс Москвы
Вальс на ом
Вальс-Ни
The Beatles-Suite
Ave Maria (Minona)
«D-dim», соната для гитары
«Крест и Роза» для солирующего альта, гитары и струнного оркестра
«Весенняя пульсация» для гитары, гобоя и струнных
«Цвингер-сюита» для струнного оркестра, гитары и клавесина

### Зарубежные композиторы XX—нач. XXI вв.
- Р. Балканский
Соната
- Э. Вила-Лобос
Концерт для гитары с оркестром
- В. Живалевский
Две литвинские фантазии
- А. Тансман
Каватина
- М. Понсе
- Х. Родриго
Концерт «Аранхуэс»
Концерт «Фантазия для джентльмена»
«Андалузский концерт» для 4-х гитар с оркестром (1-я и 2-я партии)
- А. Барриос
- М. Кастельнуово-Тедеско
Дьявольское каприччио
Эскарраман
Двойной концерт
- С. Ассад
- Р. Дьенс
Valse en skaϊ
Tango en skaϊ
- Ф. Мартен
- У. Уолтон
- Д. Богданович
Ex ovo
Концерт для гитары и струнных

## Дискография
| Название                                                    | Лейбл, номер            | Год            | Примечания |
| ----------------------------------------------------------- | ----------------------- | -------------- | --- |
| Classical Duo. Музыка для виолончели и гитары               | Delos DE 3324           | 2003           | С Борисом Андриановым (виолончель).                                                                                                 |
| Laureate Series. Guitar. Dimitri Illarionov. Guitar Recital | Naxos 8.557293          | Сентябрь, 2003 | Д. Илларионов получил возможность записать этот диск в качестве приза за победу на конкурсе Гитарной Ассоциации Америки (GFA 2002). |
| „East Side Story“                                           | Daminus Records Dam 993 | Октябрь, 2003  | — |
| „Premieres“                                                 | Doberman-Yppan DO 500   | Декабрь, 2003  | С оркестром «Времена года» (дирижёр Владислав Булахов).                                                                             |
| Les prodiges russes: de Dowland à Piazzolla                 | DiscAuverS B00J9ZVS1M   | Март, 2014     | С Борисом Андриановым (виолончель).                                                                                                 |